# Полікарп Смірнський

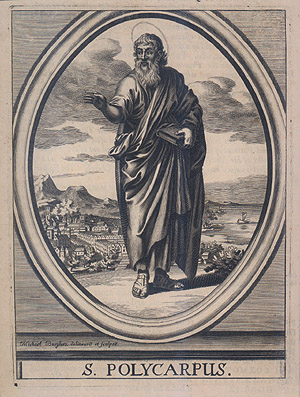
Святий Полікарп

Святи́й Поліка́рп (? — 23 лютого 156) — один з перших християнських єпископів. Років із сорок був єпископом Смирнським; закінчив життя по-мученицьки за віру: його спалено на вогнищі.
Святий Полікарп був одним із перших єпископів Христової Церкви, відомих як Апостольські отці. Полікарп був учнем св. апостола Івана Богослова, який 96 року висвятив його на єпископа міста Смірни в Малій Азії. За правління імператора Марка Аврелія[джерело?] гонителі християн схопили Полікарпа, який за три дні до своїх мук бачив видіння, з якого здогадався, що його спалять живцем.
Погани прив'язали владику до стовпа і розпалили під ним вогонь. Але сталося диво: вогненні язики оточили Полікарпа, який стояв посередині як очищене у вогні золото. Він аж світився крізь полум'я, а з нього виходив такий гарний запах, немовби від кадила. Тоді погани прокололи його тіло, з якого спливло стільки крові, що вогонь відразу погас. Полікарп прославив Бога мученицькою смертю у Великодню суботу 156 року.
Пам'ять святого Полікарпа відзначають 23 лютого за григоріанським стилем.

## Джерело
- Рубрика Покуття. Календар і життя святих. (дозвіл отримано 9.01.2007)

| Хрест | Це незавершена стаття про християнство. Ви можете допомогти проєкту, виправивши або дописавши її. |